# Stille
Stille – piąty album szwajcarskiego duetu Lacrimosa. Został wydany w 17 marca 1997 roku przez wytwórnie Hall of Sermon, East West Records i Deathwish Office.

## Lista utworów
Opracowano na podstawie materiału źródłowego.
1. „Der erste Tag” (muz. Tilo Wolff, sł. Tilo Wolff) - 10:11
2. „Not every pain hurts” (muz. Tilo Wolff, Anne Nurmi, sł. Anne Nurmi) - 05:20
3. „Siehst du mich im Licht?” (muz. Tilo Wolff, sł. Tilo Wolff) - 08:19
4. „Deine Nähe” (muz. Tilo Wolff, sł. Tilo Wolff) - 11:02
5. „Stolzes Herz” (muz. Tilo Wolff, sł. Tilo Wolff) - 08:47
6. „Mein zweites Herz” (muz. Tilo Wolff, sł. Tilo Wolff) - 06:53
7. „Make it end” (muz. Tilo Wolff, Anne Nurmi, sł. Anne Nurmi) - 06:06
8. „Die Strasse der Zeit” (muz. Tilo Wolff, sł. Tilo Wolff) - 14:42
9. „Ich bin der Brennende Komet” (Bonus track) (muz. Tilo Wolff, sł. Tilo Wolff) - 07:01

## Twórcy
Opracowano na podstawie materiału źródłowego.

- Tilo Wolff - śpiew, muzyka, słowa, aranżacje, produkcja muzyczna, instrumenty muzyczne
- Anne Nurmi - śpiew, instrumenty klawiszowe
- Jay P. - gitara basowa
- AC - perkusja
- Eric Förster - gitara
- Sascha Gerbig - gitara
- Glenn Miller - mastering
- Gottfried Koch, Jan Peter Genkel - miksowanie
- Deutsche Lunkewitz Sängerinnen - śpiew
- Christoph Meyer-Janson - fortepian
- Hubert Stollenwerk - trąbka
- Angelika Hahn - skrzypce
- Rosenberg Ensemble - chór dziecięcy